# Bernardo Aliprandi
Bernardo Aliprandi (Milano, 1710 – Francoforte sul Meno, 1792) è stato un compositore e violoncellista italiano.
Poco si conosce sulla gioventù e formazione di Aliprandi. La prima notizia che ci giunge sul suo conto è la nomina di musicista da camera del 1º ottobre 1731 a Monaco presso la corte bavarese, successivamente, il 22 agosto 1737, vi diventò compositore della musica da camera, succedendo a Giovanni Battista Ferrandini e infine Konzertmeister (maestro dei concerti). Con questa sua ultima carica venne anche incrementato il suo stipendio a 1 200 fiorini, contro 1 000 iniziali del 1731. Ormai anziano, nel 1778 si ritirò a Francoforte con una pensione di 500 fiorini, dove morirà qualche anno dopo.
Accanto alla musica strumentale, Aliprandi fu molto attivo anche nell'ambito operistico, anche se i suoi drammi risultano essere molto conservativi e non in linea con le opere degli altri compositori italiani suoi contemporanei. Della sua famiglia si ricorda anche Bernardo Maria Aliprandi, anch'esso violoncellista e compositore.

## Lavori
- Apollo tra le muse in Parnasso (festa teatrale, libretto di Perozzo do Perozzi, 1737)
- Mitridate (dramma per musica, libretto di Benedetto Pasqualigo, 1738, Monaco)
- Ifigenia in Aulide (dramma per musica, 1739, Monaco)
- Semiramide riconosciuta (dramma per musica, libretto di Pietro Metastasio, 1740, Monaco)
- Stabat mater per 2 soprani, contralto e orchestra da camera (1749)
- 18 sinfonie